# Amalner
Amalner es una ciudad y  municipio situada en el distrito de Jalgaon en el estado de Maharashtra (India). Su población es de 95994 habitantes (2011). Se encuentra a orillas del río Bori, a 36 km de Dhule.

## Demografía
Según el censo de 2011 la población de Amalner era de 95994 habitantes, de los cuales 49564 eran hombres y 46430 eran mujeres. Amalner tiene una tasa media de alfabetización del 85,20%, superior a la media estatal del 82,34%: la alfabetización masculina es del 89,84%, y la alfabetización femenina del 80,30%.